# Anolis
Anolis (nebo také Anoles) je plaz z rodu leguánovitých ještěrů, který byl objeven v roce 1802. Anolisové taxonomicky patří mezi leguány. Zatím je známo kolem 400 druhů a poddruhů.
Kladou jedno, případně dvě vejce v rámci jedné snůšky. Mláďata se vylíhnou zhruba po dvou měsících.
Mohou se dožít poměrně vysokého věku. V optimálních podmínkách se velké druhy mohou dožít více než 10 let, malé druhy 7 let.

## Popis
Typickým znakem anolisů jsou přísavné lamely na prstech, které jim umožňují pohyb po hladkém povrchu nebo skle. Také mají částečnou schopnost barvoměny. Zelení anolisové se např. mohou zbarvit do hněda nebo do téměř černé barvy. Některé druhy mají výrazný hrdelní vak.

## Ohrožení
Kromě predátorů (jako jsou např. ptáci nebo hadi) ohrožuje anolisy postupné ničení jejich přirozeného prostředí člověkem - vypalování a kácení lesů, pohromu napáchají i volně pobíhající hospodářská zvířata - např. kozy nebo prasata.

## Dorozumívání
Anolisové ovládají široké spektrum optických signálů – pohyby hlavy i celého těla. Můžeme pozorovat i vyplazování jazyka, pohyby ocasem nebo nafukování.
Komunikační projevy se dají pozorovat zejména při setkání dvou navzájem se neznajících jedinců, při námluvách nebo obraně teritoria. Anolisové se nejčastěji dorozumívají napínáním hrdélka v různých intervalech a jeho opětovným stažením. Zároveň s hrdélkem ke komunikaci používají pohyby hlavou (kývání).

## Rozšíření
Je rozšířený hlavně na severu Jižní Ameriky a ve Střední Americe. Také obývá ostrovy a státy v Karibském moři a část USA.

## Prostředí
Většinou žijí na stromech nebo v jejich okolí v tropických deštných pralesích. Některé druhy jsou natolik přizpůsobivé, že se dají potkat ve městech nebo lidských obydlích (např. Anolis sagrei).

## Potrava
Anolisové přijímají hmyz, velké druhy nepohrdnou obojživelníky, plazy nebo drobnými savci. Sní i menší druhy anolisů.